# Убава
Убава (серб. Убава / Ubava) — село в общине Вишеград Республики Сербской Боснии и Герцеговины. Население составляет 25 человек по переписи 2013 года.